# Dagi (Wesir)

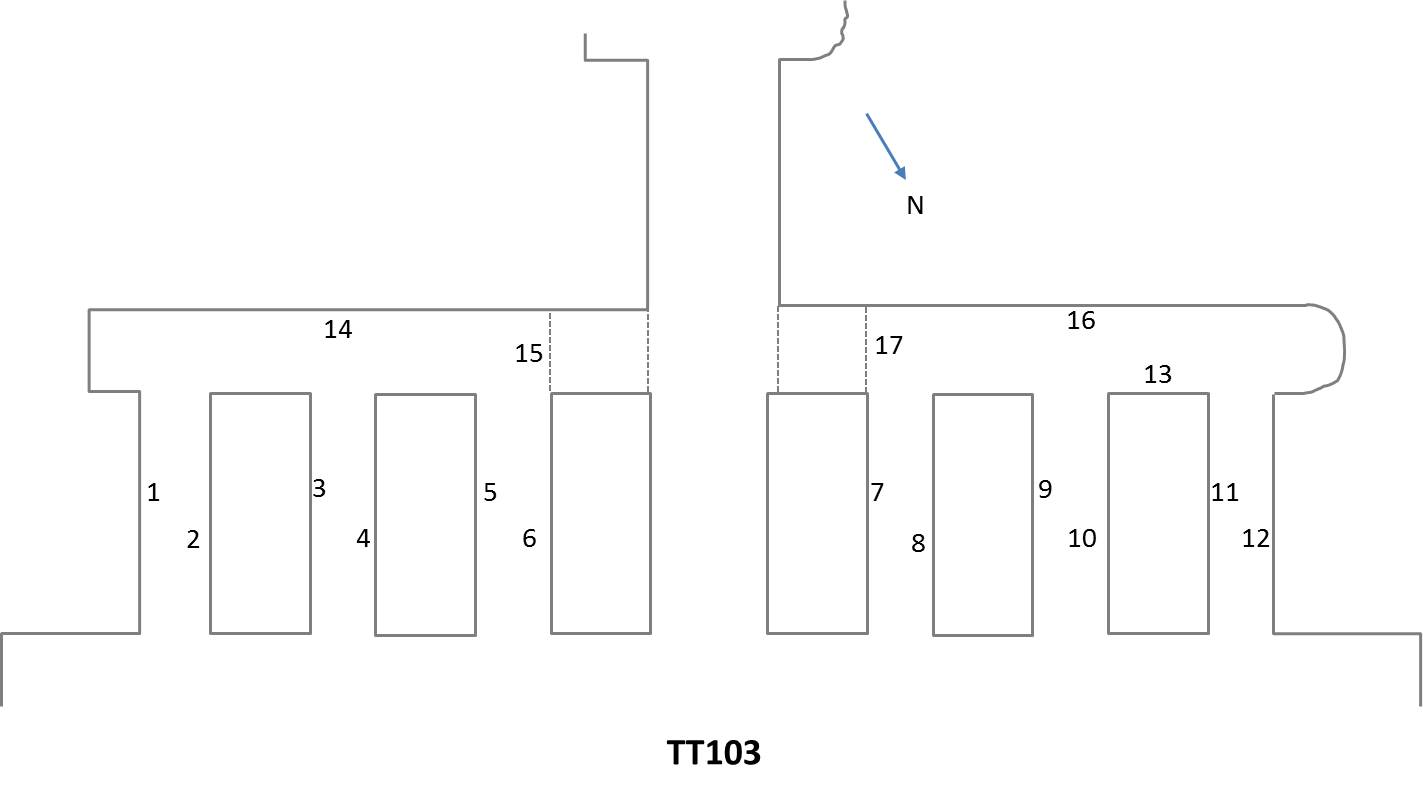
Plan der Grabkapelle

Dagi war ein altägyptischer Wesir der 11. Dynastie, der unter Mentuhotep II. und wahrscheinlich unter Mentuhotep III. amtierte.
Dagi ist vor allem von seinem Grab (TT103) in Scheich Abd el-Qurna und von Erwähnungen im Totentempel Mentuhoteps II. bekannt. Er erscheint im Totentempel zunächst als „Vorsteher der Torwache“. Dieser Titel ist auch der Amtstitel auf seinem Sarkophag, der sich in seinem Grab fand und der sich heute im Ägyptischen Museum in Kairo befindet. Von dieser Position ist er zum „Wesir“ befördert worden. Sein Grab wurde wahrscheinlich mit dieser Beförderung erweitert und erhielt eine Dekoration in Relief und Wandmalereien. Auch im Totentempel des Herrschers tritt er nun als Wesir auf.
Die genaue Festlegung seiner Amtszeit ist unsicher, doch war vor ihm ein gewisser Bebi im Amt des Wesirs. Da bisher keine weiteren Wesire unter dem Herrscher am königlichen Hof bekannt sind, hat Dagi wahrscheinlich nach Bebi am Ende der Regierungszeit von Mentuhotep II. und vielleicht noch unter dessen Nachfolger amtiert.